# فرانكي كازاريان
فرانكي كازاريان هو مصارع محترف أمريكي ولد في 4 أغسطس 1977،يعمل حالياً في آول إليت ريسلينغ.

## روابط خارجية
- فرانكي كازاريان على موقع CageMatch worker (الإنجليزية)
- فرانكي كازاريان على موقع قاعدة بيانات المصارعة على الإنترنت (الإنجليزية)
- فرانكي كازاريان على موقع عالم المصارعة على الإنترنت (الإنجليزية)
- فرانكي كازاريان على موقع عالم المصارعة على الإنترنت (الإنجليزية)